# Gabriel Tamaș
Gabriel Sebastian Tamaș (n. 9 noiembrie 1983, Brașov, România) este un fotbalist român retras din activitate, care a jucat pe post de fundaș la echipe ca West Bromwich, Dinamo București și Auxerre. Pe plan internațional, are prezențe la națională pentru România, România Sub-19, România Sub-21 și România U16⁠(d).
La data de 25 martie 2008 a primit Medalia „Meritul Sportiv”, clasa a treia, din partea Președintelui României, Traian Băsescu, pentru calificarea la Campionatul European de Fotbal 2008.

## Cariera de fotbalist
Tamaș și-a început cariera în orașul său natal, Brașov, la clubul de fotbal ICIM Brașov, sub îndrumarea antrenorului Adrian-Horia Stan, fiind transferat în 2002 la Dinamo București. Un an mai târziu a ajuns în Turcia, la Galatasaray.
În ianuarie 2004 a fost cumpărat de Spartak Moscova pentru 2,2 milioane de euro, dar în vara aceluiași an a fost împrumutat la Dinamo unde a petrecut un sezon și jumătate.
În 2006 a ajuns în Spania, la Celta Vigo, dar ulterior retrogradării echipei în Segunda Division, s-a transferat în Franța, la AJ Auxerre. După un an petrecut aici, a revenit la Dinamo București din nou sub formă de împrumut. În februarie 2009 a fost trimis la echipa a doua a bucureștenilor.
În iulie 2009 și-a prelungit împrumutul cu Dinamo, fiind și desemnat căpitan al echipei. Din ianuarie 2010 evoluează în Anglia, la West Bromwich Albion, unde inițial a jucat sub formă de împrumut de la Auxerre. În mai 2010, clubul englez, proaspăt promovat în Premier League, a anunțat că l-a cumpărat definitiv pe fundașul român.
După despărțirea de West Bromwich Albion, a revenit în România, și a semnat un contract pe un sezon cu CFR Cluj, echipă de la care a fost concediat din cauza vieții extrasportive și a consumului de alcool.
În iunie 2022, a semnat un contract cu Petrolul Ploiești.

## Cariera internațională
Tamaș a debutat pentru naționala României într-un meci împotriva Slovaciei, în martie 2003

#### Goluri la echipa națională
| # | Data              | Orașul             | Adversarul | Scorul | Competiția                                           |
| - | ----------------- | ------------------ | ---------- | ------ | ---------------------------------------------------- |
| 1 | 2 iunie 2007      | Celje, Slovenia    | Slovenia   | 2-1    | Preliminariile Campionatului European de Fotbal 2008 |
| 2 | 21 noiembrie 2007 | București, România | Albania    | 6-1    | Preliminariile Campionatului European de Fotbal 2008 |
| 3 | 29 mai 2010       | Lvov, Ucraina      | Ucraina    | 2-3    | Meci amical                                          |

## Palmares

### Club
Dinamo București
- Cupa României: 2002–03, 2004–05
- Supercupa României: 2005

Steaua București
- Liga 1: 2014-2015
- Cupa Ligii: 2014-2015
- Cupa României: 2014-2015

 Hapoel Haifa 
- Cupa Israelului : 2017-18
- Supercupa Israelului  : 2018

## Controverse
Pe 24 septembrie 2014, Tamaș a fost condamnat la opt luni de închisoare cu suspendare, după scandalul din 2013, când a spart ușa unui bloc, după care a fost arestat și dus la o secție de poliție.